# 清溪古城牆
清溪古城牆位於四川省廣元市青川縣，文物遺址年代判定為明。2012年7月16日公佈為第八批四川省文物保護單位。
青溪古城牆位於四川省廣元市青川縣青溪鎮社區，青竹江西北岸一處山間平壩之中，建於明代，繞青溪古城而建，現存東北及西南2段城牆遺址，占地面積2.8萬平方公尺。磚石結構，石砌基礎，磚砌牆體，牆體平均厚度4.4公尺。東北段遺址長90公尺，高5.1公尺；西南段遺址長140公尺，高8公尺。遺址上採集有“洪武二年造”城磚、鐵鍋、鐵側刀等遺物。該城牆較完整地保留了明代古城牆的選址、構築、規模等遺存，是研究著名的“陰平古道”等蜀道交通的實證資料，具有較高的科學研究及文物價值。2002年，被廣元市人民政府公佈為市級文物保護單位。